# Viatcheslav Chtchogoliev
Viatcheslav Ivanovitch Chtchogoliev (russe : Вячеслав Иванович Щёголев) né le 30 décembre 1940 à Moscou et mort le 9 octobre 2022 à Pouchtchino, est un grand maître international soviétique de dames. Il a été champion du monde en 1960 et 1964 et champion d'URSS (nl) en 1959, 1963, 1964 et 1976.
Il a également écrit un livre Du débutant au champion (russe : От новичка до чемпиона) dans lequel il explique que les dames aiguisent l'esprit combattif, scientifique et artistique.